# Charles Cornwallis Chesney
Charles Cornwallis Chesney, född 29 september 1826, död 19 mars 1876, var en brittisk militär, och författare. Han var brorson till Francis Rawdon Chesney och bror till George Tomkyns Chesney.
Chesney blev officer vid ingenjörsvapnet 1846, överstelöjtnant 1868, samt överste och chef för ingenjörkåren 1873. Chesney var under många år lärare i krigshistoria vid krigsskolan i Sandhurst och från 1868 en nitisk medhjälpare åt Lord Cardwell vid brittiska arméns omorganisation.
Chesney utgav bland annat Waterloo lectures (1868), The tactical use of forteresses (1868) och The military resources of Prussia and France (1870).